# Prosopocoilus faber faber
Prosopocoilus faber faber es una subespecie de coleóptero de la familia Lucanidae.

## Distribución geográfica
Habita en Etiopía.